# Grallaria bangsi
Grallaria bangsi е вид птица от семейство Grallariidae. Видът е световно застрашен, със статут Уязвим.

## Разпространение
Видът е разпространен в Колумбия.